# El inquilino diabólico
El inquilino diabólico (Le Locataire diabolique)  es una cortometraje mudo de la productora francesa Star Film del año 1909, dirigida por Georges Méliès. Se encuentra numerada como la n° 1495–1501 en sus catálogos.

## Elenco
Las películas de Méliès no poseyeron créditos, pero la siguiente lista de actores se puede reconstruir a partir de los recuerdos del hijo de Georges Méliès, André.
- Georges Méliès como el diabólico inquilino. Méliès actuó en al menos 300 de sus 520 películas.[4]
- André Méliès como el niño. El año anterior, cuando tenía siete años, había desempeñado el papel principal en la película de su padre, Una historia de abuela.[5] André creció hasta convertirse en actor profesional y cantante de opereta, e interpretó a su padre en la película biográfica de Georges Franju de 1952, Le Grand Méliès.[6]
- François Lallement como el joven soldado. Lallement era uno de los camarógrafos asalariados de Méliès, y había aparecido previamente en pantalla como el oficial de infantes de marina en Viaje a la Luna.[7]
- Charles Claudel como el conserje. Claudel fue uno de los artistas que pintó escenarios basados en los diseños de Méliès.[8]
- Octavie Huvier como la conserje. Huvier era una sirvienta de la familia Méliès.[3]

## Producción
El inquilino diabólico es un tratamiento ampliado de las ideas de la trama que había aparecido previamente en una película anterior de Méliès, Satanás en prisión. Su idea de objetos grandes ocultos en una bolsa pequeña ha sido múltiples veces replicado, incluyendo en Mary Poppins de Walt Disney y Hardly Working de Jerry Lewis. Los efectos especiales de la película se crearon utilizando pirotecnia, maquinaria escénica y accesorios de muebles movidos por personas escondidas dentro de ellos, incluido el joven André Méliès. El único efecto cinemático utilizado en la película es la técnica de edición conocida como el stop trick.
Como es típico del trabajo de Méliès, la mayor parte de la acción se filma en planos largos. Inusualmente, también se produce un disparo medio para aclarar la acción; probablemente, en este caso, para mostrar el asombro del conserje más claramente.